# Edling, Weitensfeld im Gurktal
Edling je naselje v Občini Weitensfeld im Gurktal v Okraju Šentvid ob Glini na Koroškem v Avstriji.